# Katiba
O katiba (em árabe: كتيبة geralmente corresponde a um batalhão ou companhia) é o nome usado para uma unidade ou acampamento de combatentes durante diferentes conflitos no norte da África ou no Sahel.

## Guerra da Argélia
Durante a Guerra da Argélia, foi uma unidade básica do Exército de Libertação Nacional (em francês:  Armée de libération nationale, ALN; braço armado da Frente de Libertação Nacional), equivalente a uma companhia ligeira, podendo chegar a uma centena de homens, ou a uma secção de cerca de trinta homens. A ação ofensiva exigia que o katiba se movesse clandestina e rapidamente, de um ponto a outro, o mais longe possível. A unidade do 
Exército de Libertação Nacional praticava o elemento surpresa. As marchas eram realizadas, em grande parte, à noite.

## Movimentos insurgentes e terroristas
Desde então, o termo foi adotado por movimentos insurgentes no Magrebe, especialmente islamistas, durante a Guerra Civil da Argélia, na Líbia pela Brigada de Trípoli, também chamada de Katiba de Tripoli, e no Sahel pela Al Qaeda no Magrebe Islâmico (AQMI) e pela Frente de Libertação do Macina denominado Katiba do Macina após sua fusão com a Ansar al-Din.